# L’Ordine Nuovo

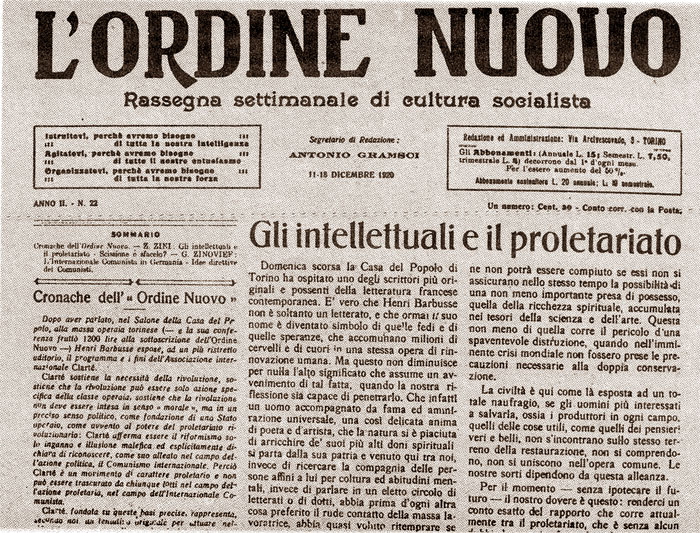
Titelseite der Ausgabe für den 11. bis 18. Dezember 1920

L’Ordine Nuovo (italienisch für «Die Neue Ordnung») war eine am 1. Mai 1919 erstmals erschienene politische Wochenzeitung in Italien.
Die sozialistisch ausgerichtete Zeitschrift wurde von einer Gruppe um Angelo Tasca, Antonio Gramsci und Umberto Terracini gegründet. Gramsci war der einzige nominelle Herausgeber; Tasca schrieb den ersten Leitartikel. Verkaufspreis war ₤0,20.

## Belege
1. ↑  Emanuel Rota: A pact with Vichy: Angelo Tasca from Italian  socialism to French collaboration. Fordham University Press, 2012, ISBN 978-0-8232-4564-2, S. 21–23.